# 연천역
연천역(漣川驛, Yeoncheon station)은 경기도 연천군 연천읍 차탄리에 위치한 경원선의 철도역이자 수도권 전철 1호선의 전철역이다. 이 역부터 회기역까지 지상 구간이며 한국철도공사 구간이다. 심야에 1편성이 주박한다.

## 개요
역 구내에 있는 급수탑은 과거 증기 기관차가 다닐 때 쓰이던 시설로, 보존 상태가 양호하여 역사적 가치를 지니고 있어 등록문화재로 지정되었다. 그리고 급수정(給水井)에는 한국 전쟁 당시의 총탄 자국이 선명하게 남아 있어 역사적 자료로 활용되고 있다.
연천역은 위도상 38선 이북에 있기 때문에 6.25 전쟁의 발발 이전에는 소련 군정을 거쳐 북한 소속이었다. 승강장 서쪽에는 6.25 전쟁과 관련된 군용 물자를 남쪽으로 수송하기 위해 1948년에 설치된 화물용 승강장이 남아 있고, 현재도 군용 화물 수송이 이루어지고 있다.

## 역사
- 1912년 7월 25일 : 영업 개시[2]
- 1958년 10월 8일 : 구 역사 완공
- 2011년 7월 28일 : 2011년 7월 한국 중부 집중호우로 인한 선로 유실로 영업 중단
- 2012년 3월 21일 : 초성철교 완공으로 통근열차 운행 재개 및 1일 6회 운행
- 2012년 7월 1일 : 통근열차 운행 편수 증편
- 2014년 8월 1일 : 평화열차(DMZ train) 운행 개시
- 2014년 10월 31일 : 수도권 전철 1호선 복선전철 착공
- 2018년 7월 2일 : 경원선 연천 ~ 백마고지 구간 선로 개량 공사로 인한 운행 일시 중단.
- 2018년 8월 29일 : 전곡 ~ 연천 구간 사이 차탄천 철교가 폭우로 침수되어, 운행 중단
- 2018년 9월 7일 : 전곡 ~ 연천 구간 사이 운행 재개
- 2018년 12월 2일 : 경원선 연천 ~ 백마고지 구간 운행 재개
- 2019년 4월 1일 : 경원선 전철화 공사로 인한 잠정 운행 중단. 일 32회 대체버스 운행.
- 2023년 12월 16일 : 수도권 전철 1호선 소요산 - 연천 구간 단선전철 개통.[3]

## 역 구조
1면 2선 섬식 승강장으로 구성되어 있으며, 전철 승강장에는 스크린도어가 설치되어 있다.

### 승강장
| 신탄리↑/시.종착역(1호선) |
| \| 1 2 \| 3 4 \|         |
| ↓전곡                    |

| 1 | 미사용 승강장 |  |
| 2 | 미사용 승강장 |  |

| 상 | ● 수도권 전철 1호선 | 시.종착                                     |
| 하 | ● 수도권 전철 1호선 | 광운대 · 청량리 · 서울역 · 구로 · 인천 방면 |

## 급수탑
이 시설물은 경원선을 운행하던 증기기관차에 물을 공급하기 위해 설치한 급수탑으로, 현재 상자형과 원통형 2기가 남아 있다. 상자형 급수탑은 콘크리트조로 기단, 벽체부, 지붕부 3단으로 입면을 형성하였으며, 아치형 출입구를 두었고, 외관에 줄눈을 그려 조적조인 것처럼 구성하였다. 원통형 급수탑에는 급수관 3개와 기계장치가 양호하게 보존되어 있고, 탑 외부에는 한국전쟁 당시의 총탄 흔적이 남아 있다. 1950년대 디젤기관차가 등장하여 제 기능을 다하고 사라졌지만, 근대화 과정에서 중요한 역할을 한 증기기관차 관련 철도 시설물로 가치가 높다.

## 역 주변
- 연천군청
- 연천공영버스터미널
- 연천초등학교
- 연천경찰서
- 연천농협
- 연천우체국
- 연천읍 행정복지센터
- 연천중학교
- 연천고등학교
- 연천군 노인복지관
- 연천군 수레울 아트홀
- 연천파출소
- 연천종합운동장 (실업축구 K4리그 연천 FC 홈구장)

## 인접한 역
| 경원선    | 경원선                               | 경원선               |
| --------- | ------------------------------------ | -------------------- |
| 시·종착역 | ● 수도권 전철 1호선 경원-경인선 완행 | 100-2 전곡 인천 방면 |

## 이용객 변동
2023년 자료는 개통일인 2023년 12월 16일부터 12월 31일까지 16일간의 집계를 반영한 것이다.
| 노선   | 노선 | 일평균 인원수 (명/일) | 일평균 인원수 (명/일) | 각주  |
| 노선   | 노선 | 2022년                | 2023년                | 각주  |
| ------ | ---- | --------------------- | --------------------- | ----- |
| 경원선 | 승차 | 미개통                | 1,948                 | [ 4 ] |
| 경원선 | 하차 | 미개통                | 1,994                 | [ 4 ] |

## 갤러리

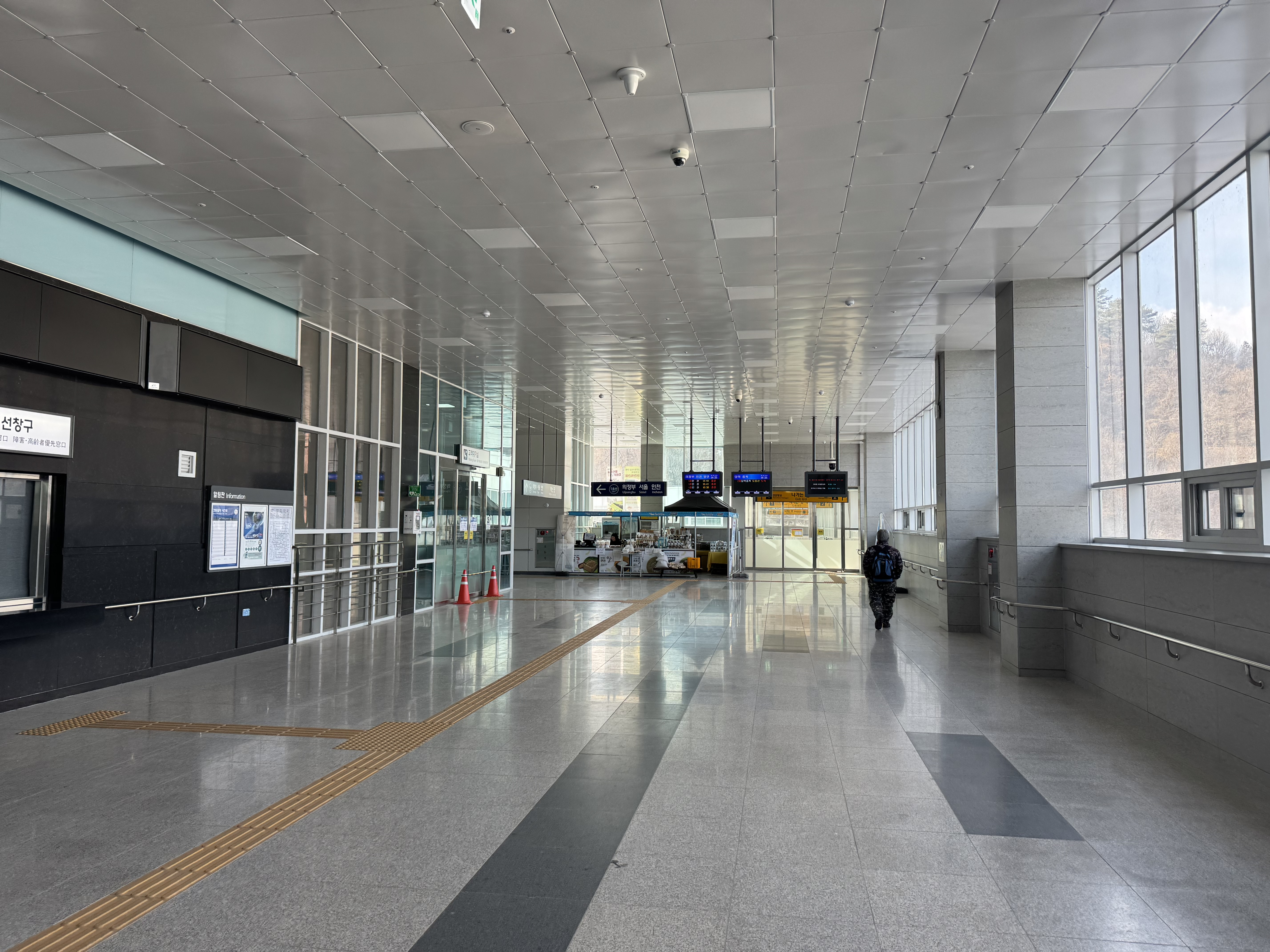
대합실
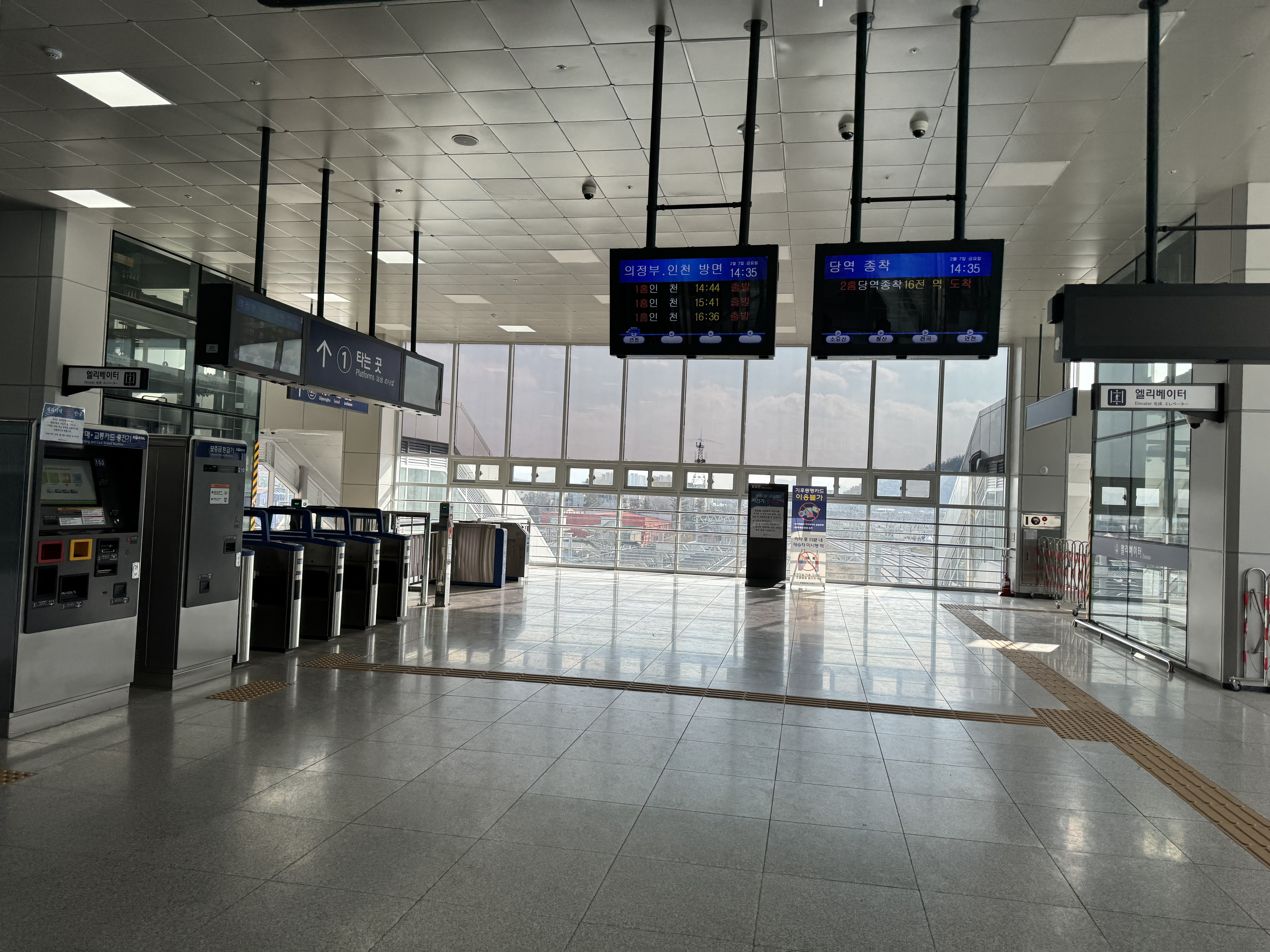
개찰구
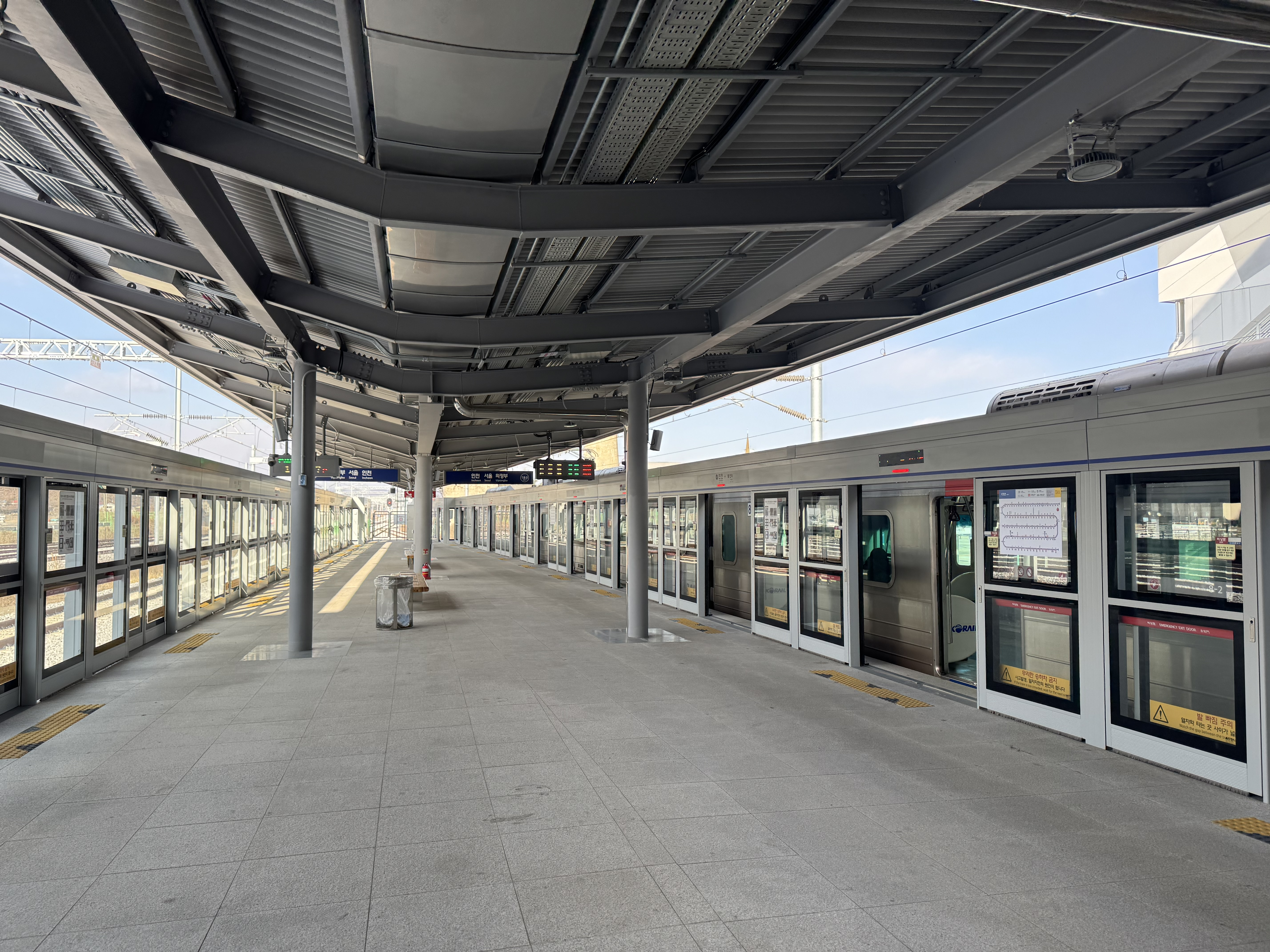
승강장
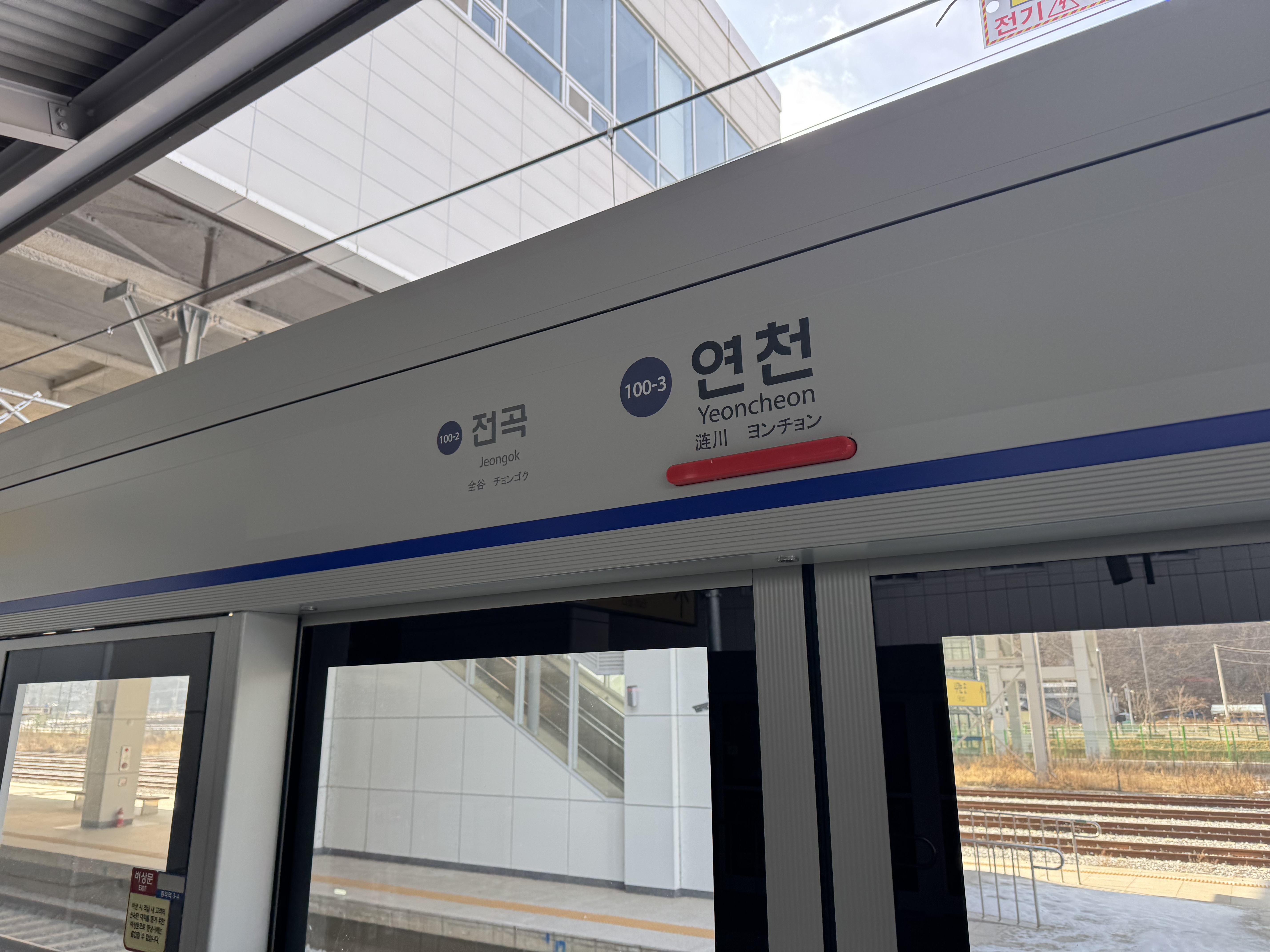
당역종착  스크린도어
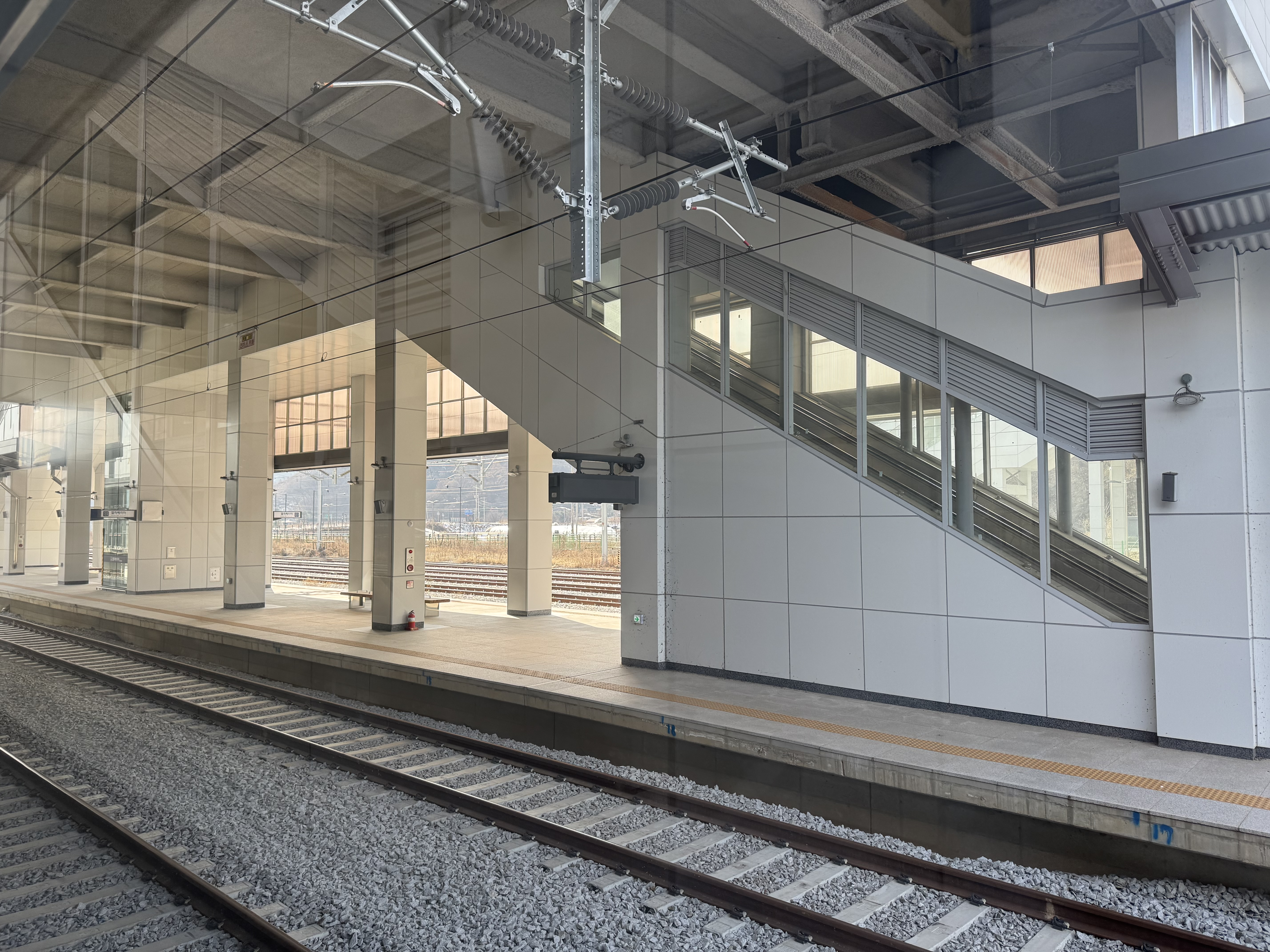
일반열차 승강장
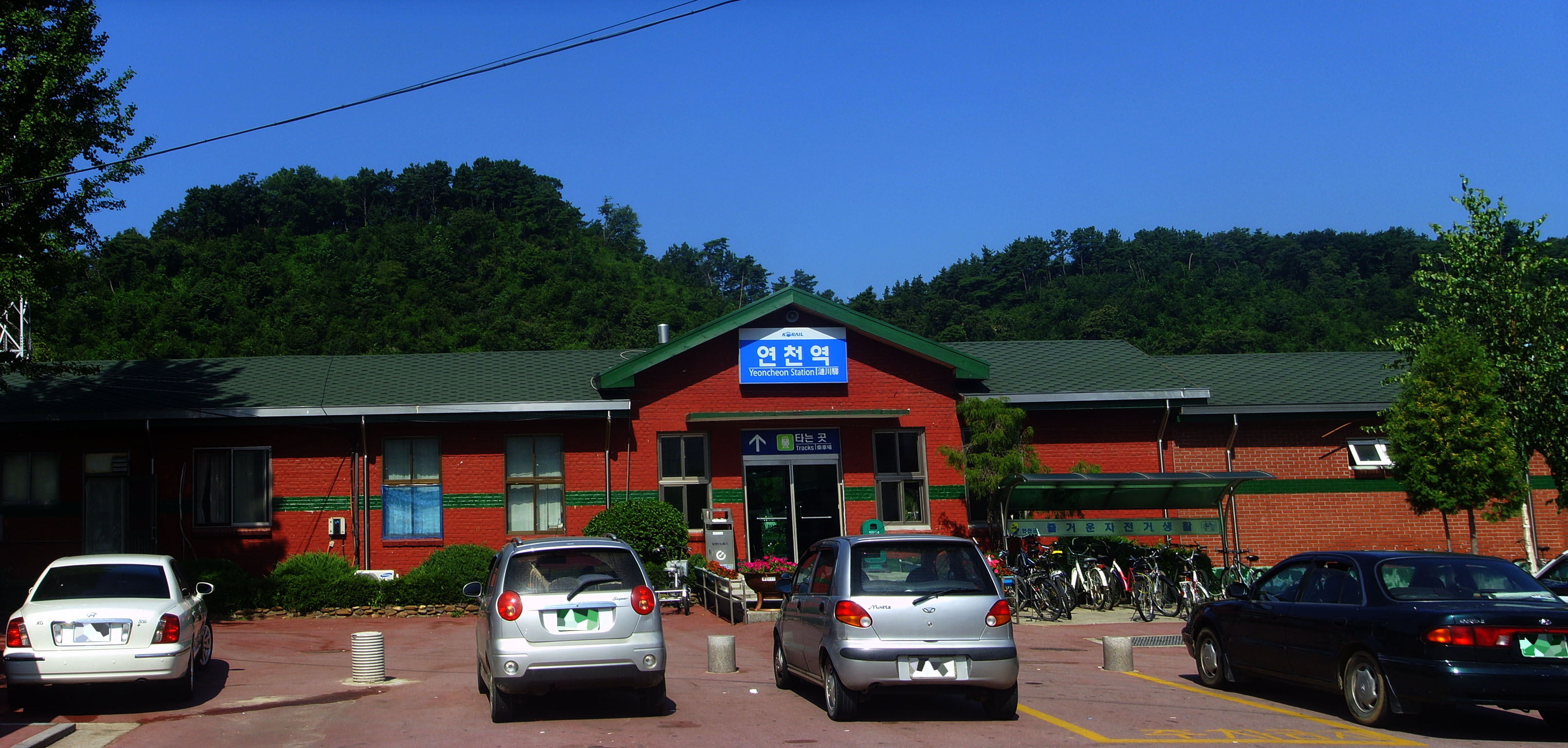
구역사
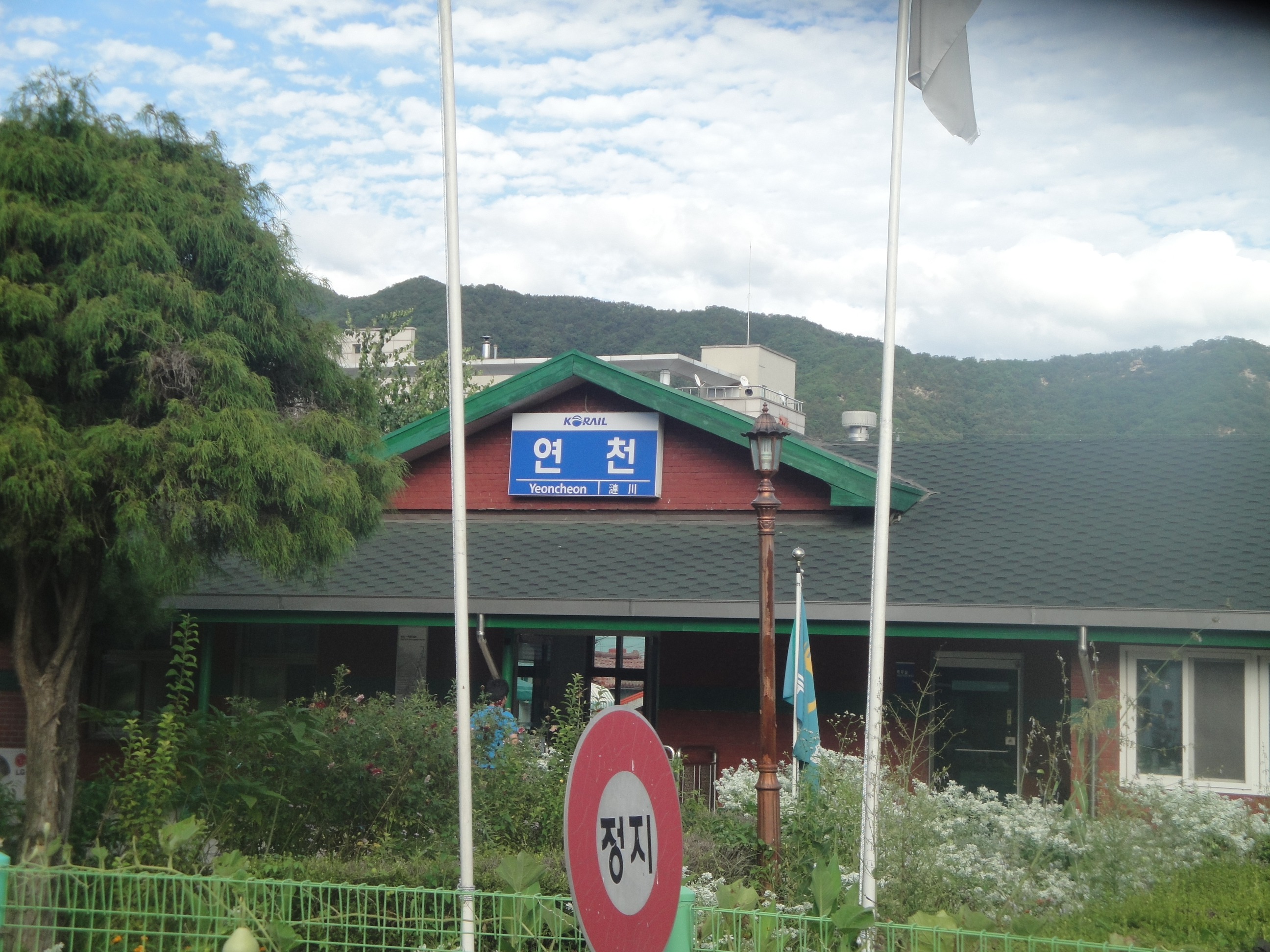
선로쪽 구역사